# Донченко Володимир Степанович
Володимир Степанович Донченко (нар.26 вересня 1947, Євпаторія — пом. 17 квітня 2017, Київ) — український кібернетик та педагог. Доктор фізико-математичних наук (2007), професор (1992).

## Життєпис
1970 року закінчив механіко-математичний факультет Київського університету.
З 1973 року працює на факультету кібернетики Київського університету Київського університету.
2007 захистив докторську дисертацію.

## Наукові інтереси
- теорія ймовірностей
- математичне моделювання
- алгебраїчні проблеми задач розпізнавання образів

## Обрані публікації
- Анисимов В. В., Закусило О. К., Донченко В. С. Элементы теории массового обслуживания. Асимптотический анализ.- Вища школа, Киев, 1987.
- Шуенкин В. А., Донченко В. С. Прикладные модели массового обслуживания.-Міносвіти України, Киев, 1992.
- Шуенкин В. А., Донченко В. С., Полупанов И. П. Управление запасами.- Министерство образования РФ, Москва, 1997.
- Донченко В. С., Кириченко М. Ф. Псевдообращение в задачах управления с ограничениями // Кибернетика и системный анализ.- № 6, 2003.
- Донченко В.С., Кириченко М.Ф. Псевдообращение в задачах кластеризации. // Кибернетика и системный анализ. – 2007, – № 4 – с. 107-123.
- Донченко В.С. Множинний підхід до опису невизначеності в математичному моделюванні. // Інститут кібернетики НАНУ. – 2007, – 349 с.